# Музей денег банка Токио-Мицубиси Ю-Эф-Джей
Музей денег банка Токио-Мицубиси (Bank of Tokyo-Mitsubishi UFJ Money Museum) — нумизматический музей, расположенный в городе Нагоя (Япония).

## История
Музей основан в 1961 году как «Музей денег Банка Токай» («Tokai Bank Money Museum»). В 2006 году, после слияния нескольких банков, получил нынешнее название. В 2009 году коллекция музея была перемещена в город Нагоя.

## Экспозиция

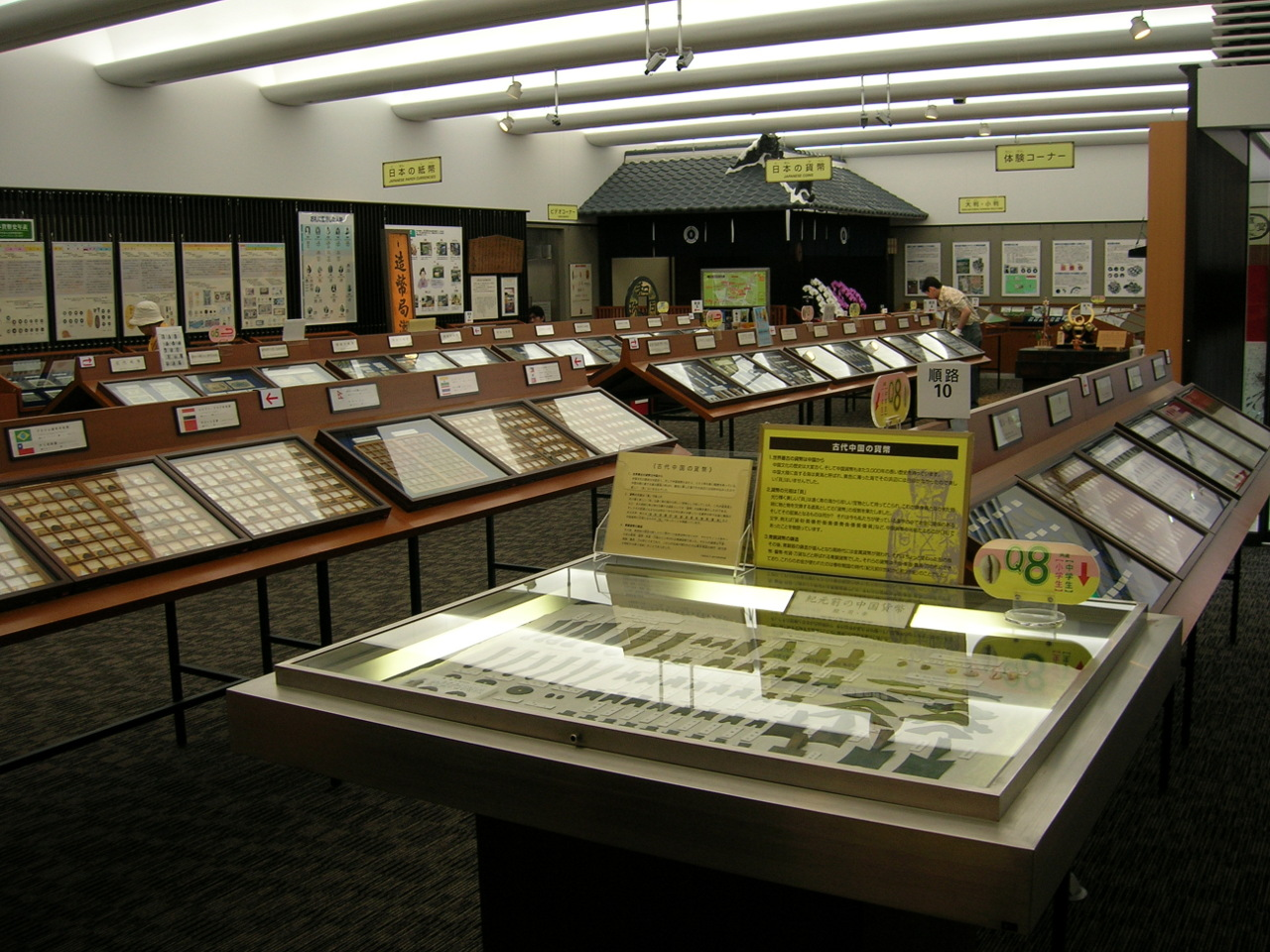
Один из залов музея

В коллекции музея насчитывается около 10 000 японских монет и банкнот. Большая часть которых относится к эпохе Эдо (1603—1868). Широко представлены денежные знаки со всего мира. В собственности музея находятся 5400 гравюр мастера Утагавы Хиросигэ, работавшего в стиле укиё-э. Это наиболее полное собрание его работ.

## См.также
- Музей денег Банка Японии в г.Токио